# Maurizio Damilano
Maurizio Damilano (Scarnafigi, 6 de abril de 1957) es un atleta italiano especializado en marcha atlética.
Participó en la prueba de los 20 km marcha en los Juegos Olímpicos de Moscú de 1980, quedando en primera posición y estableciendo un nuevo récord olímpico. Su segunda participación en unos Juegos Olímpicos fue en los de Los Ángeles 1984. En esta ocasión obtuvo la medalla de bronce en los 20 km. Participó también en la distancia de 50 km, pero no pudo terminar la prueba.
En 1988 ganó otra medalla de bronce en los Juegos Olímpicos de Seúl y cuatro años más tarde, en los de Barcelona de 1992, ocupó la cuarta posición, en ambas ocasiones sobre la distancia de 20 km.
En el año 1985 participó en los Juegos Mundiales en Pista Cubierta, precursores del Campeonato Mundial de Atletismo en Pista Cubierta. Ocupó el segundo lugar, obteniendo la medalla de plata. También obtuvo la medalla de plata en la Copa del Mundo de Marcha Atlética de 1985, celebrada en la Isla de Man.
Obtuvo sendas medallas de oro en los Campeonatos Mundiales de Atletismo de Roma 1987 y Tokio 1991.
Su mejor marca personal en la distancia de 20 km marcha data de 1992 y está establecida en 1h:18:54. En los 50 km su mejor marca es de 1990 y está en 3h:46:51.
En el período comprendido entre 2007 y 2011 presidió el Comité de Marcha de la Asociación Internacional de Federaciones de Atletismo (IAAF). En el nuevo período, entre 2011 y 2015, sigue presidiendo el comité.
Es hermano gemelo del también marchador Giorgio Damilano, que quedó undécimo en los Juegos Olímpicos de Moscú 1980. Ambos fueron entrenados por su otro hermano, Sandro Damilano.
En 2001, Maurizio Damilano también creó el Fitwalking, una forma de caminata rápida o Speed Walking.